# Opera van Ho Chi Minhstad
De Opera van Ho Chi Minhstad is een concertzaal in Ho Chi Minhstad, Vietnam. Er kunnen 800 toeschouwers in en is gevestigd aan de Đường Đồng Khởi, in het district Quận 1.

## Architectuur
Het gebouw is ontworpen door de Franse architect Felix Olivier. De bouw zelf vond plaats onder leiding van Ernest Guichard en Eugène Ferret. Het gebouw is een typisch voorbeeld van de flamboyante bouwstijl zoals die werd toegepast ten tijde van de Derde Franse Republiek. De gevel is geïnspireerd op de ingang van het Petit Palais in Parijs.

## Geschiedenis
De bouw van de Opera van Ho Chi Minhstad startte in 1898, tijdens de Franse overheersing, toen Vietnam nog deel uitmaakte van Indochina. In 1900 werd het gebouw geopend. Na de onafhankelijkheid van Vietnam (en de splitsing daarvan) in 1956 heeft het onderdak geboden aan het lagerhuis van Zuid-Vietnam. In 1975 kreeg het zijn originele bestemming terug en in 1995 werd het in de oude architectuur hersteld (gerenoveerd).